# Ring Them Bells
 (juillet 2022).
Albums de Joan Baez
Play Me Backwards
(1982) Live at Newport
(1996)
Ring them bells est un album live de Joan Baez paru en 1995. Il marque ses premières collaborations avec d'autres artistes féminines importantes de la scène folk dont Kate & Anna McGarrigle et les Indigo Girls. On y retrouve aussi sa sœur, Mimi Fariña.
"Ring them bells" est le titre d'une chanson de Bob Dylan que Joan Baez reprend ici avec Mary Black.

## Artistes invitées
Mary Black, Mary Chapin Carpenter, Mimi Fariña, Tish Hinojosa (en), Janis Ian, Indigo Girls (Amy Ray et Emily Saliers), Kate et Anna McGarrigle, Dar Williams (en).

## Titres
Toutes les chansons sont écrites et composées par Joan Baez sauf indication contraire.
| No  | Titre                                              | Auteur               | Durée |
| --- | -------------------------------------------------- | -------------------- | ----- |
| 1.  | Lily of the West (Traditionnel)                    |                      |       |
| 2.  | Love Song To A Stranger                            |                      |       |
| 3.  | Sweet Sir Galahad                                  |                      |       |
| 4.  | And the Band Played Waltzing Matilda               | Eric Bogle           |       |
| 5.  | Willie Moore (en trio avec Kate & Anna McGarrigle) |                      |       |
| 6.  | The Swallow Song (en duo avec Mimi Fariña)         | Richard Fariña       |       |
| 7.  | Don't Make Promises                                | Tim Hardin           |       |
| 8.  | Jesse (en duo avec Janis Ian)                      | Janis Ian            |       |
| 9.  | Ring Them Bells (en duo avec Mary Black)           | Bob Dylan            |       |
| 10. | Welcome Me                                         | Amy Ray              |       |
| 11. | Geordie (Traditional)                              |                      |       |
| 12. | You Ain't Goin' Nowhere                            | Bob Dylan            |       |
| 13. | Suzanne                                            | Leonard Cohen        |       |
| 14. | You're Aging Well (en duo avec Dar Williams)       | Dar Williams         |       |
| 15. | Pajarillo Barranqueño (en duo avec Tish Hinojosa)  | Alfonso Esparza Oteo |       |